# Procle de Nàucratis
Procle de Nàucratis (grec antic: Πρόκλος, llatí: Proclus) fou un orador i sofista de l'antiga Grècia nascut a Nàucratis, a l'Egipte hel·lenístic, distingit a la seva ciutat, d'on va haver de marxar de jove pels conflictes locals que hi va haver i va anar a Atenes.
Allà va ser instruït per Adrià de Tir i després va ensenyar eloqüència. Va tenir entre els seus deixebles a Filòstrat d'Atenes. Tenia diverses cases a Atenes i la rodalia, i importava mercaderies d'Egipte que venia a l'engròs a petits detallistes. A la mort de la seva dona i del seu fill es va aparellar amb una altra dona que es va apoderar del control de casa seva i per la seva mala gestió el va fer caure en el descrèdit, ja que venia el dret d'assistència a les seves ensenyances per 100 dracmes. Procle disposava d'una biblioteca de la qual els seus deixebles en podien fer ús. Els seus discursos imitaven els d'Hípies d'Elis i els de Gòrgies de Leontins. Tenia una gran memòria i la va conservar fins a la mort, que li va arribar a una edat molt avançada. El seu deixeble Filòstrat el va incloure en l'obra Vida dels sofistes (Βίοι Σοφιστω̂ν).